# Epidendrum harrisoniae
Epidendrum harrisoniae Jacq., 1760, è una pianta della famiglia delle Orchidacee endemica del Brasile.

## Descrizione
È un'orchidea di medie dimensioni che cresce epifita sugli alberi della foresta tropicale. E. harrisoniae presenta steli eretti o ascendenti, piuttosto snelli, portanti alcune foglie amplessicauli, distiche verso l'apice, rigide, coriacee di forma da ovata a ellittica, raramente oblunga. 
La fioritura avviene dal tardo inverno alla primavera, mediante un'infiorescenza terminale, racemosa, dotata di un lungo peduncolo, prima eretta poi pendula, ricoperta di brattee e recante molti fiori. Questi sono grandi mediamente 3 centimetri, hanno petali e sepali a forma dovato ellittica, di colore bianco; il labello è  imbutiforme e trilobato, bianco anch'esso.

## Distribuzione e habitat
La specie è un endemismo dello stato brasiliano di Rio de Janeiro, dove cresce epifita sugli alberi della foresta tropicale.

## Coltivazione
Questa pianta ha necessità di esposizione all'ombra, con temperature calde tutto l'anno, in particolare all'epoca della fioritura.